# Wzór czteroczynnikowy
Wzór czteroczynnikowy – wzór stosowany w fizyce reaktorów jądrowych, w celu określenia szybkości zajścia łańcuchowej reakcji rozszczepienia w odniesieniu do podstawowych procesów jądrowych zachodzących w danej konstrukcji. W formule czterowczynnikowej nie uwzględnia się wycieku neutronów poza reaktor, oznacza to obliczenie współczynnika mnożenia neutronów, tak jakby reaktor był nieskończenie wielki, dlatego tak uzyskany współczynnik mnożenia neutronów nazywany jest nieskończonym współczynnikiem mnożenia neutronów. Znajomość tego wskaźnika jest niezbędna do określenia zasadności konstruowania rdzenia reaktora jądrowego o takiej konstrukcji.
Wzór czteroczynnikowy ujmuje cztery podstawowe zjawiska fizyki neutronów w reakcji rozszczepienia jądra atomowego przedstawione tak by każde ze zjawisk było przedstawione jako czynnik iloczynu, parametrów materiałowych danego reaktora. Można go przedstawić w następującej postaci:
{\displaystyle k_{\infty }=\eta fp\varepsilon }
gdzie:
{\displaystyle k_{\infty }} – nieskończony współczynnik mnożenia neutronów,
{\displaystyle \eta } – czynnik reprodukcji,
{\displaystyle f} – czynnik wykorzystania neutronów termicznych,
{\displaystyle p} – czynnik uniknięcia wychwytu rezonansowego,
{\displaystyle \varepsilon } – czynnik mnożenia neutronów prędkich.

## Znaczenie fizyczne
Każdy z czynników odpowiada za jedno zjawisko w cyklu życia neutronów w reaktorze atomowym zmniejszające lub zwiększające liczbę neutronów w reaktorze. Kolejno cykl ten obejmuje:
- Czynnik reprodukcji {\displaystyle (\eta )} – wytwarzanie neutronów w wyniku rozszczepienia jądra atomowego przez neutrony termiczne.
- Czynnik mnożenia neutronów prędkich {\displaystyle (\varepsilon )} – wytwarzanie neutronów w wyniku rozszczepienia jąder atomowych przez neutrony szybkie wytworzone w poprzednim etapie.
- Czynnik uniknięcia wychwytu rezonansowego {\displaystyle (p)} – pochłanianie rezonansowe częściowo spowolnionych neutronów przez atomy paliwa jądrowego.
- Czynnik wykorzystania neutronów termicznych {\displaystyle (f)} – pochłanianie neutronów termicznych przez materiały nie zaliczane do paliwa jądrowego.

## Opis poszczególnych wielkości

### Współczynnik mnożenia neutronów
Współczynnik mnożenia neutronów {\displaystyle k} jest definiowany jako stosunek liczby neutronów w bieżącej generacji do liczby neutronów w poprzedzającej generacji.
Gdy {\displaystyle k>1,} reaktor jest w stanie nadkrytycznym, ilość neutronów wzrasta, reaktor pracuje z coraz większą mocą. Reaktor może uzyskać dowolną moc.
Gdy {\displaystyle k<1,} reaktor jest w stanie podkrytycznym, ilość neutronów maleje, reaktor może uzyskać tylko określoną moc wynikającą z rozszczepień spontanicznych.
Gdy {\displaystyle k=1,} reaktor jest w stanie krytycznym, ilość neutronów pozostaje stała, reaktor ma lub może uzyskać stan dowolnej mocy.
Ze wzoru czteroczynnikowego obliczany jest nieskończony współczynnik mnożenia neutronów. Wynika to z założenia, że analizowany jest reaktor o nieskończonych rozmiarach, a więc ucieczka neutronów z takiego reaktora jest niemożliwa. Różnica w ilości neutronów w kolejnych generacjach wynika więc jedynie ze zjawisk związanych z neutronami.

### Czynnik reprodukcji

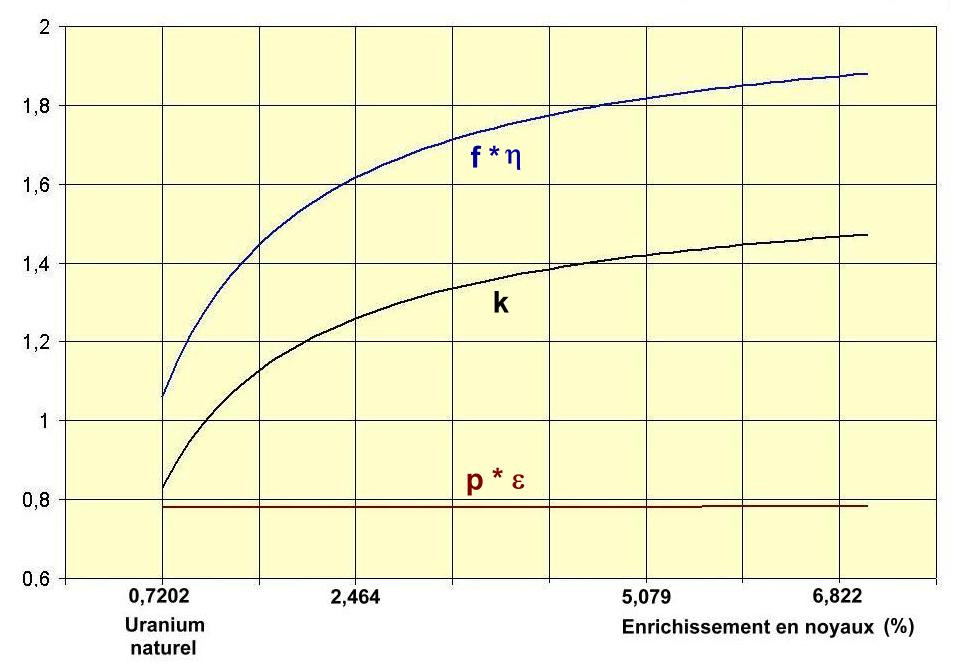
Przykładowa zależność czynników od wzbogacenia uranu.

Czynnik opisuje powstawanie neutronów w wyniku rozszczepienia jąder atomowych przez neutrony termiczne. Czynnik {\displaystyle \eta } jest równy stosunkowi liczby szybkich neutronów wytworzonych przez rozkład pod wpływem neutronów termicznych do liczby neutronów termicznych pochłoniętych przez jądra paliwa.
Czynnik ten uwzględnia wszystkie izotopy zaliczone do paliwa jądrowego znajdujące się w danym momencie w reaktorze jądrowym. Skład izotopów paliwa zależy od konstrukcji reaktora i zmienia się wraz z jego eksploatacją. W nowym paliwie uranowym występują w znaczących ilościach tylko dwa izotopy 235 i 238, przy czym tylko izotop 235 ulega rozszczepieniu pod wpływem neutronów termicznych. Izotop 235 ulega rozszczepieniu z prawdopodobieństwem około 85%, w 15% neutron ulega pochłonięciu, izotop przechodzi w izotop uranu 236. Uwzględniając te fakty, czynnik reprodukcji dla świeżego paliwa uranowego określa wzór:
{\displaystyle \eta =v{\frac {N^{5}\cdot \sigma _{f}^{5}}{N^{5}\cdot \sigma _{f}^{5}N^{5}+\cdot \sigma _{c}^{5}+N^{8}\cdot \sigma _{c}^{8}}}.}
Można zapisać powyższy wzór w zależności od wzbogacenia uranu:
{\displaystyle \eta =v{\frac {e\cdot \sigma _{f}^{5}}{e\cdot \sigma _{a}^{5}+(1-e)\cdot \sigma _{c}^{8}}},}
{\displaystyle e={\frac {N^{5}}{N^{5}+N^{8}}},}
gdzie:
- {\displaystyle v} – średnia liczba neutronów powstająca w jednym rozszczepieniu jądra,
- {\displaystyle N} – liczba atomów danego rodzaju w jednostce objętości,
- {\displaystyle \sigma } – przekrój czynny na daną reakcję,
- indeksy 5, 8 – odpowiednio dotyczy izotopu 235 i 238 uranu,
- indeksy f, c, a – odpowiednio oznaczają rozszczepienie (fission), pochłonięcie, absorpcja.

Dla naturalnego uranu czynnik ten jest równy 1,34, rośnie początkowo silnie wraz ze wzrostem wzbogacenia, dla czystego izotopu 235 osiąga wartość 2,08. Wartość 1,34 dla naturalnego uranu oznacza, że przy odpowiednio skonstruowanym reaktorze z moderatorem słabo pochłaniającym neutrony jest możliwe skonstruowanie reaktora na neutronach powolnych pracującym na naturalnym uranie.
W miarę eksploatacji reaktora następują przemiany izotopów paliwa, co musi uwzględniać czynnik mnożenia neutronów.

### Czynnik wykorzystania neutronów termicznych
Czynnik wykorzystania neutronów termicznych określa prawdopodobieństwo, że neutron termiczny zostanie pochłonięty w paliwie, w stosunku do neutronów absorbowanych w całym reaktorze. Analiza obejmuje sumę pochłaniania przez wszystkie izotopy wchodzące w skład rdzenia reaktora, co można zapisać wzorem:
{\displaystyle f={\frac {\Sigma _{a}^{F}}{\Sigma _{a}}}.}
W szczególności w reaktorze oprócz izotopów paliwa występują różne substancje, które pełnią różne funkcje takie jak: moderator neutronów, pręty kontrolne i awaryjne, kwasu borowego i elementów konstrukcyjnych. W trakcie pracy reaktora powstają izotopy pochłaniające neutrony zwane truciznami reaktorowymi. Wszystkie te składniki zmniejszają liczbę neutronów termicznych.

### Prawdopodobieństwo uniknięcia wychwytu rezonansowego
Neutron ulega spowolnieniu zazwyczaj w wyniku wielu zderzeń z jądrami atomowymi moderatora, neutrony częściowo spowolnione mogą zderzać się z jądrami paliwa. Jądra te wykazują szczególnie duży przekrój czynny na pochłonięcie neutronu o określonej energii. Jądra uranu 238 mają duży przekrój czynny dla wybranych energii neutronu w zakresie od 5 eV do 10 keV.
Wartość tego czynnika wynika z możliwości zderzenia się neutronu częściowo spowolnionego z jądrem paliwa. W jednorodnych rdzeniach paliwowych prawdopodobieństwo zderzenia częściowo zwolnionego neutronu z jądrem paliwa jest większe niż w rdzeniu heterogennym, a tym samym czynnik mniejszy. Z drugiej strony w reaktorach w których moderator jest oddzielony od paliwa i prawdopodobieństwo zderzenia częściowo spowolnienia neutronu z jądrem paliwa jest mniejsze. W reaktorach z prętami paliwowymi prawdopodobieństwo pochłonięcia rezonansowego neutronu jest w przybliżeniu równe 0,25, co sprawia, że czynnik uniknięcia wychwytu rezonansowego jest w przybliżeniu równy 0,75, jednak silnie zależy od rozmieszczenia paliwa i moderatora, do tego w trakcie pracy reaktora zmienia się skład izotopowy paliwa, zmieniając szansę na przetrwanie neutronu podczas spowalniania.
Z wartości czynników, w szczególności czynnika rozpraszania rezonansowego wynika, że bez przestrzennego oddzielenia paliwa i moderatora wartości {\displaystyle k=1} są możliwe do uzyskania przy naturalnym paliwie uranowym tylko wtedy, gdy jako moderator stosuje się ciężką wodę.

### Czynnik mnożenia neutronów prędkich
Czynnik opisuje wpływ rozszczepień jąder atomowych przez neutrony szybkie. Czynnik mnożenia neutronów prędkich {\displaystyle \varepsilon } jest definiowany jako stosunek liczby prędkich neutronów powstałych w wyniku rozszczepień do liczby neutronów prędkich powstałych w rozszczepieniach termicznych. Czynnik ten przedstawia wzrost liczby neutronów w wyniku rozszczepienia jąder przez neutrony szybkie. Rozszczepianiu przez neutrony szybkie ulegają izotopy uranu 235, 238, 239, a także izotop 238 plutonu. Przekroje czynne tych rozszczepień są podobne, jednak w rdzeniu reaktora znajduje się głównie uran 238 i to jego rozszczepienia dominują nad rozszczepieniami jąder innych izotopów.
Czynnik ten jest obliczany ze wzoru:
{\displaystyle \varepsilon \approx 1+{\frac {1-p}{p}}{\frac {1}{f}}{\frac {u_{f}\nu _{f}P_{FAF}}{\nu _{t}P_{TAF}P_{TNL}}}.}
W rdzeniach zbudowanych jako jednorodne (paliwo jest zmieszane z moderatorem neutronów) neutrony prędkie zazwyczaj trafiają na jądra moderatora, a nie na jądra rozszczepialne, rozszczepianie przez neutrony szybkie praktycznie nie występuje a czynnik ten jest bliski 1.
W reaktorach niejednorodnych, w których paliwo jest w prętach lub kulkach paliwowych, istnieje szansa, że zanim neutron zostanie spowolniony wywoła rozszczepienie, co jest przedstawiane jako wartość czynnika większa od 1. W reaktorach wodnych ciśnieniowych z paliwem w prętach paliwowych czynnik ten wynosi około 1,038. Wartość czynnika zależy od konstrukcji rdzenia i w niewielkim stopniu może być zmieniana przez zmiany operacyjne, a także w wyniku spalania paliwa.